# Station Montmédy
Station Montmédy is een spoorwegstation in de Franse gemeente Montmédy.

## Treindienst
| Serie      | Treinsoort | Route                                                        | Bijzonderheden                              |
| ---------- | ---------- | ------------------------------------------------------------ | ------------------------------------------- |
| TER 838200 | TER (SNCF) | Reims – Charleville-Mézières – Sedan – Montmédy – Thionville |                                             |
| TER 838300 | TER (SNCF) | Reims – Charleville-Mézières – Sedan – Montmédy – Thionville | Een trein Charleville-Mézières - Thionville |